# Takydromus hsuehshanensis
Takydromus hsuehshanensis là một loài thằn lằn trong họ Lacertidae. Loài này được Lin & Cheng mô tả khoa học đầu tiên năm 1981.